# Tom van der Leegte

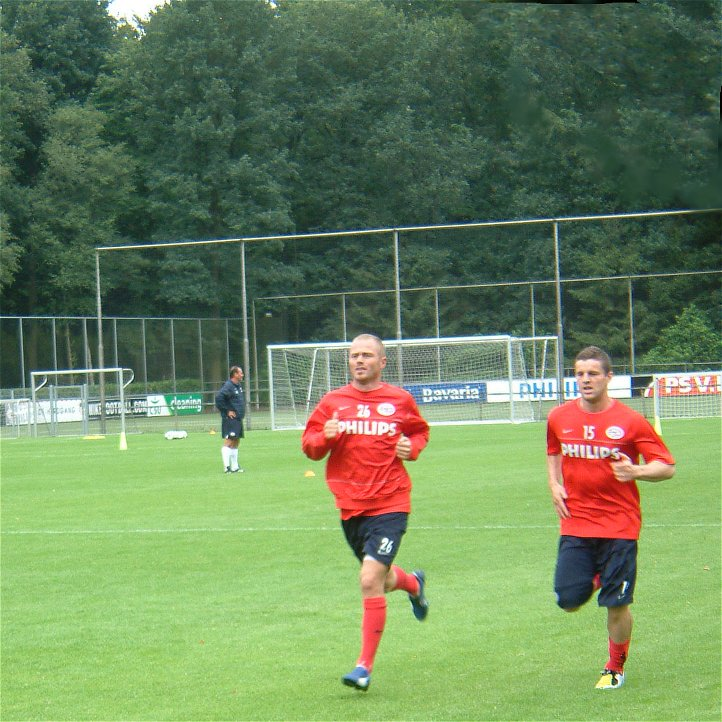
Tom van der Leegte (links)

Tom van der Leegte (* 27. März 1977 in Bergeyk) ist ein ehemaliger niederländischer Fußballspieler.

## Karriere
Van der Leegte war schon von klein auf fußballbegeistert. Er trat dem EMK Nuenen bei. Danach wechselte er in die Jugendmannschaft des niederländischen Spitzenklubs PSV Eindhoven. 1994 stieg er in die Profi-Mannschaft des Vereins auf. Nur zwei Jahre später verließ er den PSV und wechselte zum Lokalrivalen RKC Waalwijk. Dort kam er nie über 30 Einsätze hinaus. Aus diesem Grund wechselte er 2000 zum FC Twente Enschede. Und abermals kam er dort zu wenigen Einsätzen. So wurde er in der Winterpause der Saison 2002/03 zurück zum RKC Waalwijk verliehen. Im Sommer 2003 wechselte er zu ADO Den Haag, wo er dann aufblühte. Erstmals in seiner Karriere kam er auf 30 Einsätze und wurde Stammspieler. Der 1,79 m große defensive Mittelfeldspieler wechselte zweieinhalb Jahre später folgerichtig zur Winterpause der Saison 2005/2006 zum Bundesligisten VfL Wolfsburg, wo er die Rückennummer 14 trug. Er entwickelte sich dort zu einem wichtigen defensiven Stammspieler. Zur Saison 2007/08 wechselte er aus familiären Gründen wieder zurück in seine Heimat zur PSV Eindhoven. Doch schon nach einer Saison wechselte er zum NAC Breda, nachdem er bei der PSV nur zu drei Einsätzen gekommen war. Nur zwei Jahre später beendete er aufgrund diverser Verletzungen seine Karriere.

## Erfolge
- Niederländischer Meister 1997 und 2008
- Niederländischer Pokalsieger 1996 und 2001
- Niederländischer Superpokalsieger 1997